# Захарьевский, Александр Николаевич
Алекса́ндр Никола́евич Заха́рьевский (12 апреля 1894, с. Правдино, Ярославская губерния, Российская империя — 3 декабря 1965, Ленинград, СССР) — советский учёный-оптотехник, лауреат Сталинской премии (1949), член-корреспондент Академии артиллерийских наук (14.04.1947), доктор технических наук (1935), профессор (1936).

## Биография
Родился 12 апреля 1894  года   в Санкт-Петербурге. С 1914 года — студент физико-математический факультета Петербургского университета. С 1916 года — младший офицер роты 181-го пехотного полка 46-й пехотной дивизии. Последнее звание в российской армии — прапорщик. С 1918 года продолжил учёбу в Петроградском университете и окончил его в 1920 году.
В 1920—1924 гг. — на военной службе в Красной армии — заведующий классом 2-го телеграфно-телефонного полка в Петрограде. В 1923—1924 гг. находился в северной гидрографической экспедиции на Новой Земле. Здесь построил особого вида мареограф для регистрации отливов и приливов. С 1924 года — заведующий физической лабораторией Ленинградского завода оптического стекла. В 1927—1933 г. — начальник дальномерной лаборатории ГОИ в Ленинграде. Одновременно в 1931—1932 гг. — нештатный преподаватель Военно-технической академии РККА им. Ф. Э. Дзержинского. С 1933 года — старший инженер государственного оптико-механического завода (ГОМЗ) в Ленинграде. С 1935 года — начальник лаборатории по обеспечению крупносерийного производства первых оптических световых микроскопов завода «Прогресс» в Ленинграде. С 1937 года — заведующий кафедрой оптико-механических приборов Ленинградского института точной механики и оптики. С 1942 года — заместитель главного конструктора завода № 237 в Казани. С 1943 года — заведующий кафедрой Ленинградского института точной механики и оптики, г. Черепаново Новосибирской области, а затем с 1944 года — в Ленинграде. С 1951 года возглавил лабораторию микроскопии в ГОИ.
Скончался 3 декабря 1965 года. Похоронен в Ленинграде.

## Научная деятельность
Крупный ученый в области прикладной оптики, оптических дальномеров, теории интерферометров и интерференционных микроскопов. Ученик академика Д. С. Рождественского, под руководством которого работал в ГОИ с 1919 года. Перед Великой Отечественной войной разработал теорию перископа с верхней качающейся прямой, метод проверки прямолинейности винтовочных стволов, изобрел оптический ватерпас. Создал методику юстировки и контроля оптических приборов, разработал контрольно-юстировочную аппаратуру. Внес большой вклад в отечественное микроскопостроение. Под его руководством и при самом деятельном личном участии выполнен комплекс необходимых исследований, обеспечивших первый промышленный выпуск биологических, металлографических, медицинских, минералогических и поляризованных микроскопов. Являлся инициатором создания таких новых типов микроскопов, как, например, люминесцентные, интерференционные и другие. Будучи талантливым педагогом, подготовил многих видных специалистов для оптико-механической отрасли. Им созданы и читались курсы лекций по оптико-механическим приборам, их сборке и юстировке, по оптическим измерениям. Автор 2-томного руководства по военным оптическим дальномерам и широко известной монографии «Интерферометры». В течение многих лет являлся членом редколлегии журнала «Оптико-механическая промышленность». В 1943 г. представлялся к избранию членом-корреспондентом Академии наук СССР по техническому отделению.

### Труды
- Военные оптические дальномеры. Ч. I. Принципы устройства и схематическое описание конструкции. Л.: Арт. академия, 1933. 233 с.;
- Военные оптические дальномеры. Ч. II. Свойства дальномеров и методика их проверки в полевых условиях. Л.: Арт. академия, 1934. 189 с.;
- Краткое руководство для обращения с военными оптическими дальномерами. Л.-М.: Осоавиахим, 1935. 92 с.;
- Новейшие типы военных оптических дальномеров. Л.-М.: ОНТИ, 1935. 48 с.; Двадцать четыре задачи по оптотехнике. Л.: ГОИ, 1941. 28 с.;
- Короткобазные оптические дальномеры. Л.: ГОИ, 1941. 152 с.;
- Несколько задач по оптотехнике. Л.: ЛИТМО, 1949. 41 с.; Интерферометры. М.: Оборонгиз, 1952. 296 с.;
- Вопросы микроскопии. М.-Л.: Машгиз, 1956. 164 с.;
- Обор литературы по микроскопии за 1953—1957 гг. Л.: ГОИ, 1958. 83 с.;
- Дифракционная структура интерференционного поля // Труды сессии, посвященной памяти академика С. И. Вавилова (Оптический институт имени Вавилова). 5-7 апреля 1951 г. М., 1953. С. 313—330;
- Ширина полос и эффективная длина волны в микроинтерферометрах // Измерительная техника. 1957. № 2. С. 20-22;
- Современные микроскопы и перспективы их развития // Оптико-механическая промышленность. 1957. № 2. С. 3-9;
- Об астигматизме интерференционной картины в микроинтерферометре Линника // Оптико-механическая промышленность. 1957. № 2. С. 10-11 (соавтор Коваль В. А.);
- О покровных стеклах для микроскопических препаратов // Оптико-механическая промышленность. 1958. № 3. С. 17-20 (соавтор Лапина Г. Н.);
- Оптика в метрологии // Оптико-механическая промышленность. 1958. № 8. С. 1-6;
- Двухфокусный интерференционный микроскоп // Оптико-механическая промышленность. 1958. № 12. С. 21-25 (соавторы Галь-перн Д. Ю. и Кузнецова А. Ф.);
- Интерферометр для испытания объективов микроскопа // Оптико-механическая промышленность. 1959. № 3. С. 1-4 (соавтор Федин Л. А.);
- Измерение двойного лучепреломления синтетических волокон // Оптика и спектроскопия. Т. 6. Вып. 5. 1959. С. 701—703 (соавтор Федин Л. А.);
- Новый метод для испытания хроматизма ультрафиолетовых микрообъективов // Оптико-механическая промышленность. 1959. № 10. С. 19-23 (соавтор Федин Л. А.);
- Интерференционный микрообъектив // Оптико-механическая промышленность. 1960. № 6. С. 34-37 (соавторы Панов В. А. и Кузнецова А. Ф.);
- Интерференционные биологические микроскопы // Труды Оптического института им. С. И. Вавилова. Т. 27. Вып. 156. С. 3-23;
- Интерференционные биологические микроскопы // Цитология. Т. 3. № 2. 1961. С. 213—224 (соавтор Кузнецова А. Ф.);
- Применение интерференционных микроскопов в биологии // Цитология. Т. 3. № 3.1961. С. 245—253 (соавтор Кузнецова А. Ф.).

## Награды и премии
- два ордена Трудового Красного Знамени (в том числе 16.09.1945[4])
- орден Красной Звезды (15.12.1943)[5]
- медали СССР[3].
- Сталинская премия третьей степени (1949) — за создание новых образцов оптических приборов[3].